# Drakarna över Helsingfors
Drakarna över Helsingfors är en roman av Kjell Westö utgiven 1996. Den räknas till de mest uppmärksammade böckerna i modern finlandssvensk litteratur.
Romanen handlar om den finlandssvenska familjen Bexars öden och utspelar sig från tiden efter andra världskriget fram till 1990-talet i Helsingfors. Romanen filmatiserades med samma titel 2001.